# Aeroportul Bosset
Aeroportul Bosset (IATA: BOT, ICAO: AYET) este un aeroport din Western Province⁠(d), Papua Noua Guinee.
Situat la o altitudine de 18 m, aeroportul dispune de o singură pistă.